# Función de Spence

El dilogaritmo a lo largo del eje real

En matemáticas, la función de Spence, o dilogaritmo, denotado como Li2 (z), es un caso particular de función polilogarítmica. Dos funciones especiales relacionadas se conocen como función de Spence, el dilogaritmo en sí:
{\displaystyle \operatorname {Li} _{2}(z)=-\int _{0}^{z}{\ln(1-u) \over u}\,du{\text{, }}z\in \mathbb {C} }
y su simétrica.
Para {\displaystyle |z|<1} también se aplica una serie infinita (la definición integral constituye su extensión analítica al plano complejo):
{\displaystyle \operatorname {Li} _{2}(z)=\sum _{k=1}^{\infty }{z^{k} \over k^{2}}.}
Alternativamente, la función dilogaritmo a veces se define como
{\displaystyle \int _{1}^{v}{\frac {\ln t}{1-t}}dt=\operatorname {Li} _{2}(1-v).}
En geometría hiperbólica el dilogaritmo {\displaystyle \operatorname {Li} _{2}(z)} permite obtener el volumen hiperbólico de un símplex ideal cuyos vértices ideales guardan una razón anarmónica {\displaystyle z}. La función de Lobachevski y la Función de Clausen están estrechamente relacionadas con el dilogaritmo.
William Spence, de quien la función recibió el nombre según los primeros autores que trataron este campo, fue un matemático escocés que trabajó a principios del siglo XIX. Fue compañero de escuela de John Galt, quien escribiría un ensayo biográfico sobre Spence.

## Estructura analítica
Usando la primera definición anterior, la función dilogaritmo es analítica en todo el plano complejo excepto en {\displaystyle z=1}, donde tiene un punto de ramificación logarítmico. La elección estándar de la rama de corte es el eje real positivo {\displaystyle (1,\infty )}. Sin embargo, la función es continua en el punto de ramificación y toma el valor {\displaystyle \operatorname {Li} _{2}(1)=\pi ^{2}/6}.

## Identidades
{\displaystyle \operatorname {Li} _{2}(z)+\operatorname {Li} _{2}(-z)={\frac {1}{2}}\operatorname {Li} _{2}(z^{2}).}
{\displaystyle \operatorname {Li} _{2}(1-z)+\operatorname {Li} _{2}\left(1-{\frac {1}{z}}\right)=-{\frac {\ln ^{2}z}{2}}.}
{\displaystyle \operatorname {Li} _{2}(z)+\operatorname {Li} _{2}(1-z)={\frac {{\pi }^{2}}{6}}-\ln z\cdot \ln(1-z).}
{\displaystyle \operatorname {Li} _{2}(-z)-\operatorname {Li} _{2}(1-z)+{\frac {1}{2}}\operatorname {Li} _{2}(1-z^{2})=-{\frac {{\pi }^{2}}{12}}-\ln z\cdot \ln(z+1).}
{\displaystyle \operatorname {Li} _{2}(z)+\operatorname {Li} _{2}\left({\frac {1}{z}}\right)=-{\frac {\pi ^{2}}{6}}-{\frac {1}{2}}\ln ^{2}(-z).}

## Identidades de valores particulares
{\displaystyle \operatorname {Li} _{2}\left({\frac {1}{3}}\right)-{\frac {1}{6}}\operatorname {Li} _{2}\left({\frac {1}{9}}\right)={\frac {{\pi }^{2}}{18}}-{\frac {\ln ^{2}3}{6}}.}
{\displaystyle \operatorname {Li} _{2}\left(-{\frac {1}{2}}\right)+{\frac {1}{6}}\operatorname {Li} _{2}\left({\frac {1}{9}}\right)=-{\frac {{\pi }^{2}}{18}}+\ln 2\cdot \ln 3-{\frac {\ln ^{2}2}{2}}-{\frac {\ln ^{2}3}{3}}.}
{\displaystyle \operatorname {Li} _{2}\left({\frac {1}{4}}\right)+{\frac {1}{3}}\operatorname {Li} _{2}\left({\frac {1}{9}}\right)={\frac {{\pi }^{2}}{18}}+2\ln 2\ln 3-2\ln ^{2}2-{\frac {2}{3}}\ln ^{2}3.}
{\displaystyle \operatorname {Li} _{2}\left(-{\frac {1}{3}}\right)-{\frac {1}{3}}\operatorname {Li} _{2}\left({\frac {1}{9}}\right)=-{\frac {{\pi }^{2}}{18}}+{\frac {1}{6}}\ln ^{2}3.}
{\displaystyle \operatorname {Li} _{2}\left(-{\frac {1}{8}}\right)+\operatorname {Li} _{2}\left({\frac {1}{9}}\right)=-{\frac {1}{2}}\ln ^{2}{\frac {9}{8}}.}
{\displaystyle 36\operatorname {Li} _{2}\left({\frac {1}{2}}\right)-36\operatorname {Li} _{2}\left({\frac {1}{4}}\right)-12\operatorname {Li} _{2}\left({\frac {1}{8}}\right)+6\operatorname {Li} _{2}\left({\frac {1}{64}}\right)={\pi }^{2}.}

## Valores especiales
{\displaystyle \operatorname {Li} _{2}(-1)=-{\frac {{\pi }^{2}}{12}}.}
{\displaystyle \operatorname {Li} _{2}(0)=0.}
{\displaystyle \operatorname {Li} _{2}\left({\frac {1}{2}}\right)={\frac {{\pi }^{2}}{12}}-{\frac {\ln ^{2}2}{2}}.}
{\displaystyle \operatorname {Li} _{2}(1)=\zeta (2)={\frac {{\pi }^{2}}{6}},} donde {\displaystyle \zeta (s)} es la función zeta de Riemann.
{\displaystyle \operatorname {Li} _{2}(2)={\frac {{\pi }^{2}}{4}}-i\pi \ln 2.}
{\displaystyle {\begin{aligned}\operatorname {Li} _{2}\left(-{\frac {{\sqrt {5}}-1}{2}}\right)&=-{\frac {{\pi }^{2}}{15}}+{\frac {1}{2}}\ln ^{2}{\frac {{\sqrt {5}}+1}{2}}\\&=-{\frac {{\pi }^{2}}{15}}+{\frac {1}{2}}\operatorname {arcsch} ^{2}2.\end{aligned}}}
{\displaystyle {\begin{aligned}\operatorname {Li} _{2}\left(-{\frac {{\sqrt {5}}+1}{2}}\right)&=-{\frac {{\pi }^{2}}{10}}-\ln ^{2}{\frac {{\sqrt {5}}+1}{2}}\\&=-{\frac {{\pi }^{2}}{10}}-\operatorname {arcsch} ^{2}2.\end{aligned}}}
{\displaystyle {\begin{aligned}\operatorname {Li} _{2}\left({\frac {3-{\sqrt {5}}}{2}}\right)&={\frac {{\pi }^{2}}{15}}-\ln ^{2}{\frac {{\sqrt {5}}+1}{2}}\\&={\frac {{\pi }^{2}}{15}}-\operatorname {arcsch} ^{2}2.\end{aligned}}}
{\displaystyle {\begin{aligned}\operatorname {Li} _{2}\left({\frac {{\sqrt {5}}-1}{2}}\right)&={\frac {{\pi }^{2}}{10}}-\ln ^{2}{\frac {{\sqrt {5}}+1}{2}}\\&={\frac {{\pi }^{2}}{10}}-\operatorname {arcsch} ^{2}2.\end{aligned}}}

## En física de partículas
La función de Spence se utiliza en física de partículas al calcular las correcciones radiativas. En este contexto, la función a menudo se define con un valor absoluto dentro del logaritmo:
{\displaystyle \operatorname {\Phi } (x)=-\int _{0}^{x}{\frac {\ln |1-u|}{u}}\,du={\begin{cases}\operatorname {Li} _{2}(x),&x\leq 1;\\{\frac {\pi ^{2}}{3}}-{\frac {1}{2}}\ln ^{2}(x)-\operatorname {Li} _{2}({\frac {1}{x}}),&x>1.\end{cases}}}

## Lecturas relacionadas
- Bloch, Spencer J. (2000). Higher regulators, algebraic K-theory, and zeta functions of elliptic curves. CRM Monograph Series 11. Providence, RI: American Mathematical Society. ISBN 0-8218-2114-8. Zbl 0958.19001.